# Sima-Violet
 (janvier 2014).
Pour les articles homonymes, voir Violet (homonymie).
Sima-Violet (Société Industrielle de Matériel Automobile) était une marque française d'automobiles fondée en 1924.

## Modèles

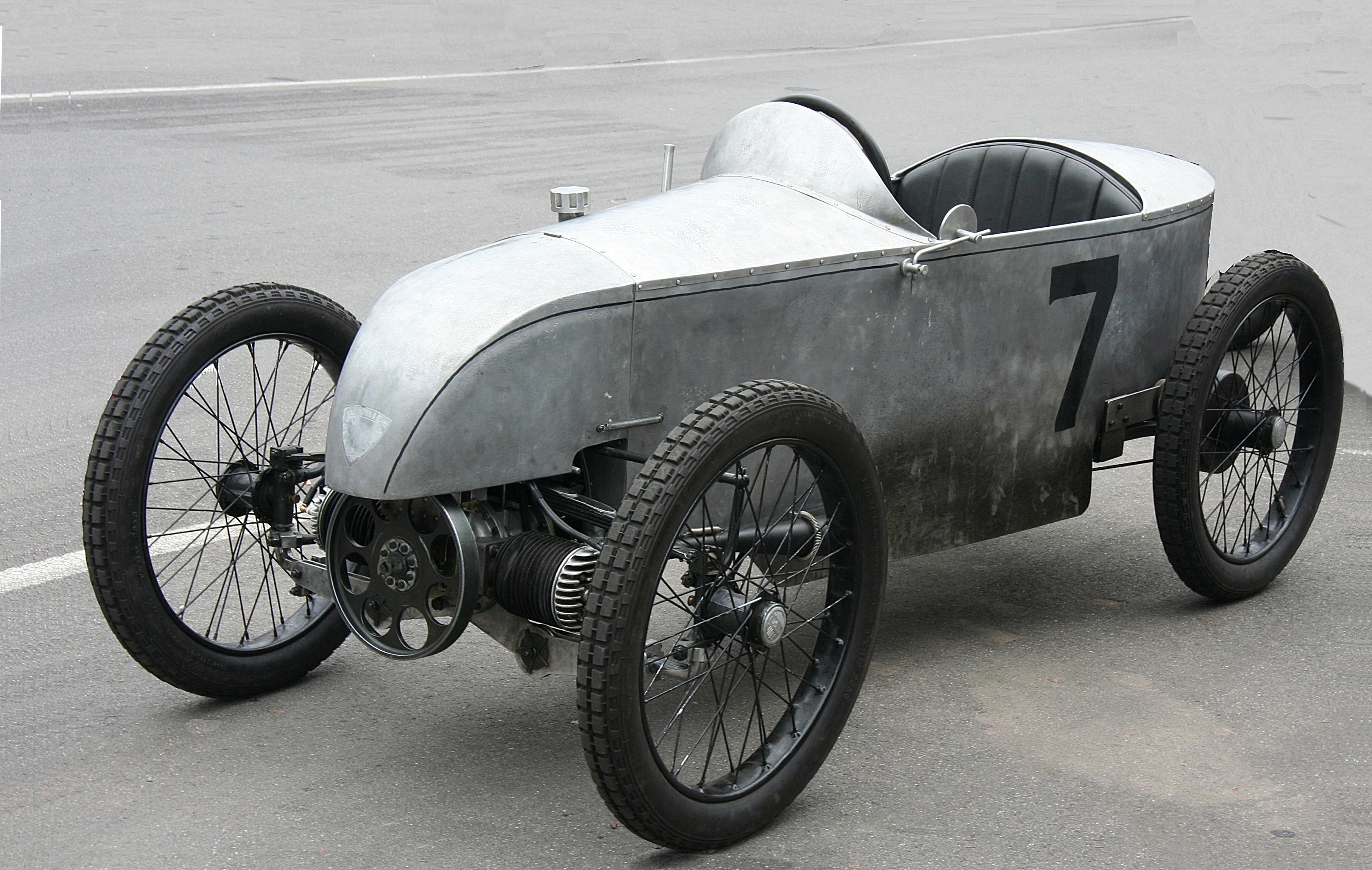
Sima-Violet

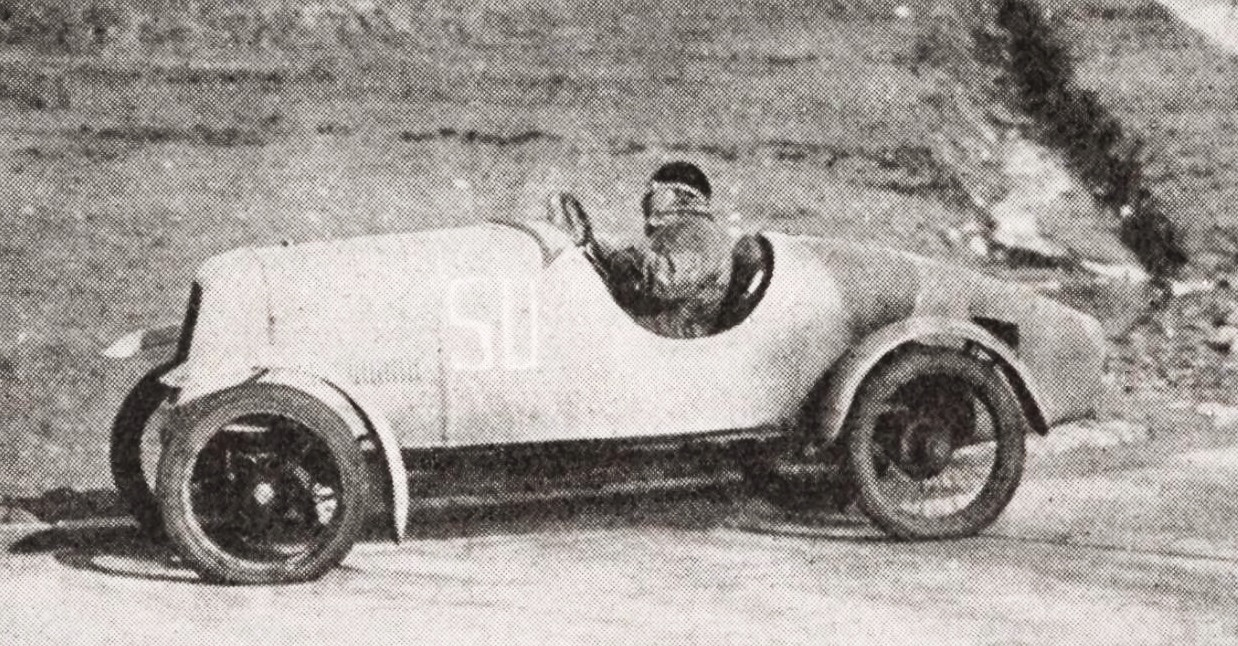
Michel Doré sur Sima-Violet 500 cm3 en 1927, vainqueur de la Coupe Ensaldo à Montlhéry.

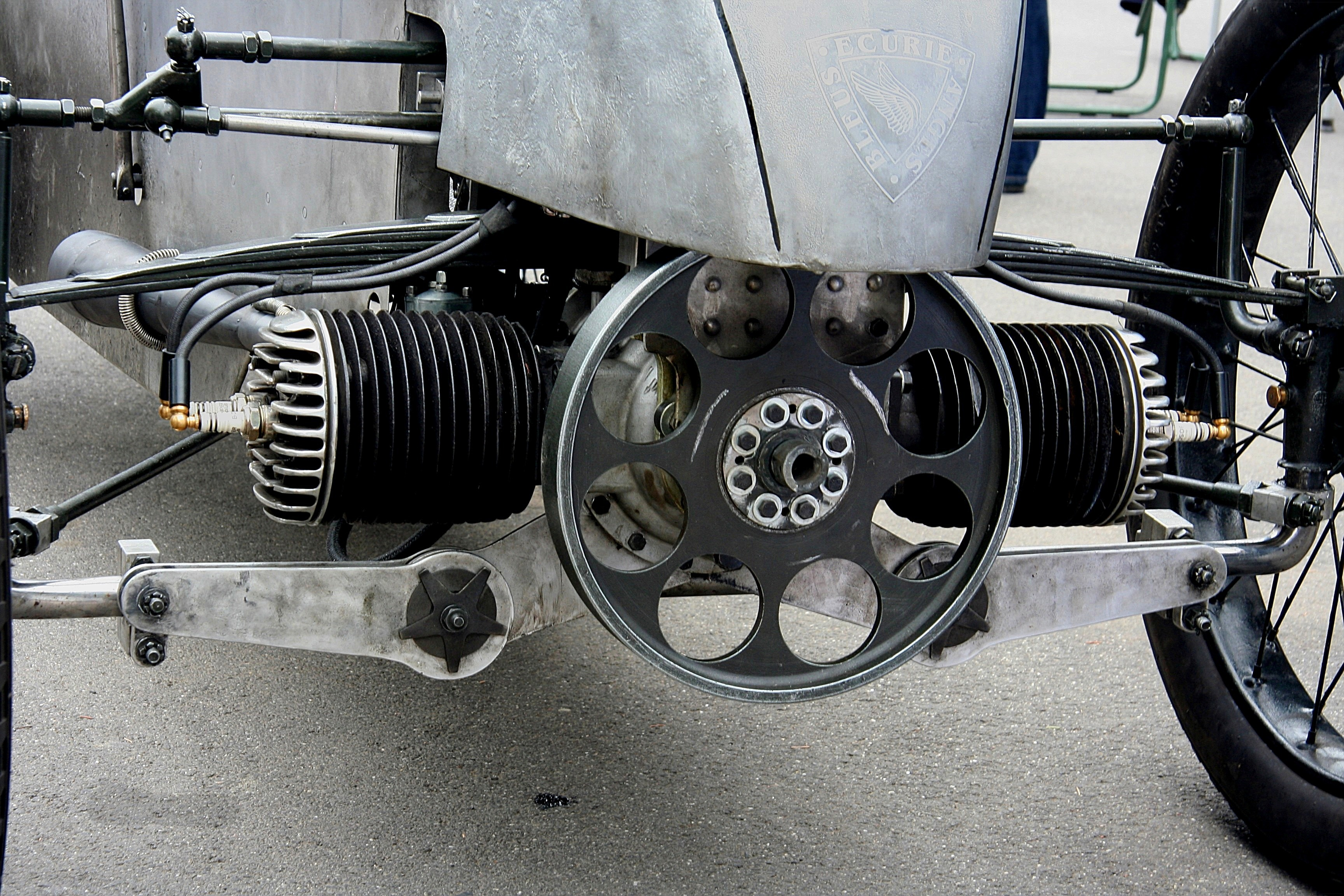
Le moteur bicylindre à plat refroidi par air

Une Sima-Violet 1925 est conservée au musée automobile Reims Champagne.